# Coats (Carolina del Nord)
Coats è un comune degli Stati Uniti d'America, situato in Carolina del Nord, nella contea di Harnett.